# Wolfgang Fahrian
Wolfgang Fahrian, född 31 maj 1941 i Klingenstein (nuvarande Blaustein) i Baden-Württemberg, död 13 april 2022, var en tysk fotbollsspelare som spelade för Västtyskland.

## Karriär
Wolfgang Fahrian startade sin karriär som försvarare men skolades om till målvakt i Ulm 1846. I sin nya roll imponerade han så mycket så att han fick chansen i Västtysklands match mot Uruguay i april 1962 av tränaren Sepp Herberger, vilket var anmärkningsvärt då Fahrian inte spelade i förstadivisionen. Fahrian höll nollan i sin debut och blev uttagen i truppen till VM 1962. Väl där så blev han dessutom förstavalet i turneringen före Hans Tilkowski. Västtyskland nådde kvartsfinal där de slogs ut av Jugoslavien. 1976 avslutade han sin karriär efter enbart 67 matcher i Bundesliga.
Efter karriären började Wolfgang Fahrian att arbeta som agent.